# نخست‌وزیر اوکراین
نخست‌وزیر اوکراین (به انگلیسی: Prime Minister of Ukraine) (به اوکراینی: Прем'єр-міністр України, Prem'ier-ministr Ukrayiny) رئیس دولت اوکراین است. وی ریاست شورای وزیران اوکراین، که بالاترین نهاد اجرایی دولت اوکراین است را بر عهده دارد. این مقام جایگزین پست رئیس شورای وزیران جمهوری سوسیالیستی شوروی اوکراین که در تاریخ ۲۵ مارس ۱۹۴۶ میلادی به وجود آمده بود، شد.